# Acció infravalorada
Una acció infravalorada es defineix com una acció que es ven a un preu significativament per sota del que se suposa que és el seu valor intrínsec. Per exemple, si una acció es ven per 50 dòlars, però val 100 dòlars segons els fluxos d'efectiu previsibles, aleshores es tracta d'una acció infravalorada. Les accions infravalorades tenen el valor intrínsec per sota del valor intrínsec real de la inversió.
Nombrosos llibres populars parlen d'accions infravalorades. Alguns exemples són The Intelligent Investor de Benjamin Graham, també conegut com "The Dean of Wall Street", i The Warren Buffett Way de Robert Hagstrom. The Intelligent Investor presenta els principis de Graham que es basen en càlculs matemàtics com ara la relació preu / guanys. Estava menys preocupat pels aspectes qualitatius d'un negoci com ara la naturalesa d'un negoci, el seu potencial de creixement i la seva gestió. Per exemple, Amazon, Facebook, Netflix i Tesla l'any 2016, tot i que tenien un futur prometedor, no haurien agradat a Graham, ja que les seves ràtios preu-ingressos eren massa altes. Les idees de Graham van tenir una gran influència en el jove Warren Buffett, que més tard es va convertir en un famós multimilionari nord-americà.

## Factors determinants
Morningstar utilitza cinc factors per determinar quan alguna cosa és una acció és valuosa, és a dir:
- preu / guanys potencials (una versió predictiva de la relació preu / guanys de vegades anomenada Forward P / E.)
- preu / valor comptable
- preu / vendes
- preu / flux de caixa
- rendiment del dividend

Warren Buffett, també conegut com "L'Oracle d'Omaha", va afirmar que el valor d'un negoci és la suma dels fluxos d'efectiu durant la vida del negoci descomptats a un tipus d'interès adequat. Això fa referència a les idees de John Burr Williams. Per tant, no es podria predir si una acció està infravalorada sense predir els beneficis futurs d'una empresa i els tipus d'interès futurs. Buffett va declarar que està interessat en negocis previsibles i que utilitza el tipus d'interès del bon del tresor a 10 anys en els seus càlculs. En conseqüència, un inversor ha d'estar bastant segur que una empresa serà rendible en el futur per considerar que està infravalorada. Per exemple, si una acció arriscada té una ràtio PE de 5 i l'empresa es declara en fallida, no seria una acció infravalorada. Algunes qualitats de les empreses amb accions infravalorades són:
1. L'historial de guanys de l'empresa és estable.
2. L'empresa no està especialitzada en alta tecnologia que pot quedar obsoleta d'un dia per l'altre.
3. L'empresa no està enmig d'un escàndol financer.
4. La baixa ràtio de PE de l'empresa no es deu als beneficis obtinguts a partir de les plusvàlues.
5. La baixa ràtio de PE de l'empresa no es deu a un descens important de la rendibilitat.
6. La ràtio PE de l'empresa està per sota de la ràtio PE mitjà dels darrers 10 anys.
7. L'empresa ven a un preu inferior al seu valor de l'actiu tangible.
8. Els últims 3 anys de guanys de la companyia han augmentat durant els darrers 10 anys.
9. La qualificació creditícia de l'empresa és AAA, AA o A, o encara millor, no hi ha qualificació perquè no hi ha cap deute.
10. L'empresa no va tenir pèrdues durant l'última recessió.
11. La relació PEG de l'empresa és baixa. Una taxa de Preu/Guanys/Creixement inferior a 1 significa que la ràtio PE és inferior a la taxa de creixement.

És més probable que una acció excel·lent a un preu just estigui infravalorada que una acció pobra a un preu baix, segons Charles Munger, el soci de Buffett, format a Harvard. Un valor excel·lent continua augmentant de valor a llarg termini, mentre que un valor pobre disminueix. Una acció infravalorada normalment tindrà una ràtio de PE baix. Per exemple, una relació PE de 10 és molt millor que una relació PE de 20. Algunes accions d'Internet tenien unes ràtios de PE de 30, 40, 50, 100, 200 o més l'any 2000, abans de l'esclat de la bombolla de les accions d'Internet.